# Médersa Slimania
La médersa Slimania (arabe : المدرسة السليمانية) est l'une des médersas de la médina de Tunis.
Édifiée en 1754 par Ali Ier Pacha à la mémoire de son fils Suleimane (empoisonné par son frère), elle se situe dans le voisinage direct de la mosquée Zitouna, à l'angle du souk El Koutbiya et du souk El Kachachine.

## Architecture

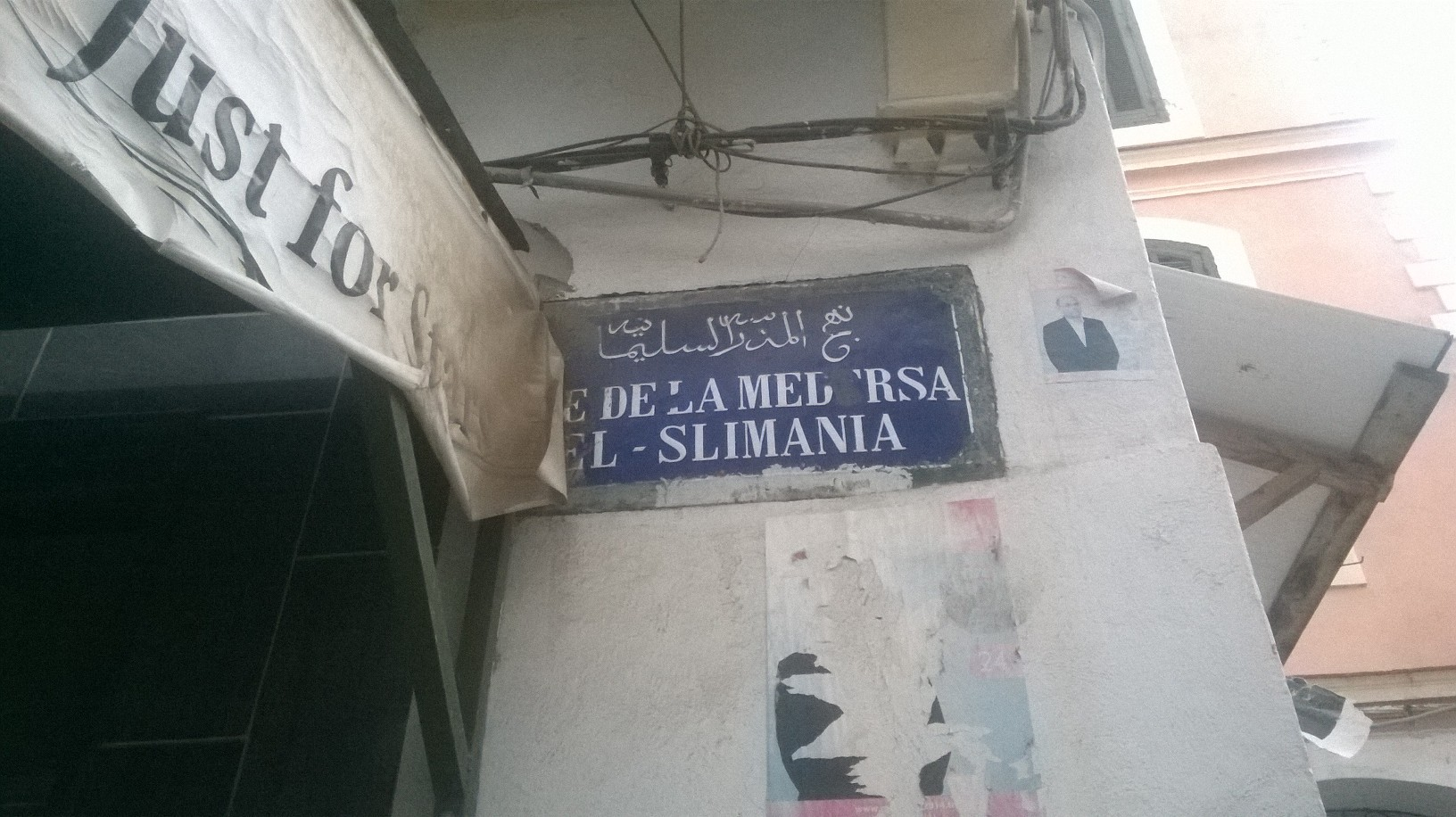
Plaque métallique indiquant la rue de la médersa El Slimania.

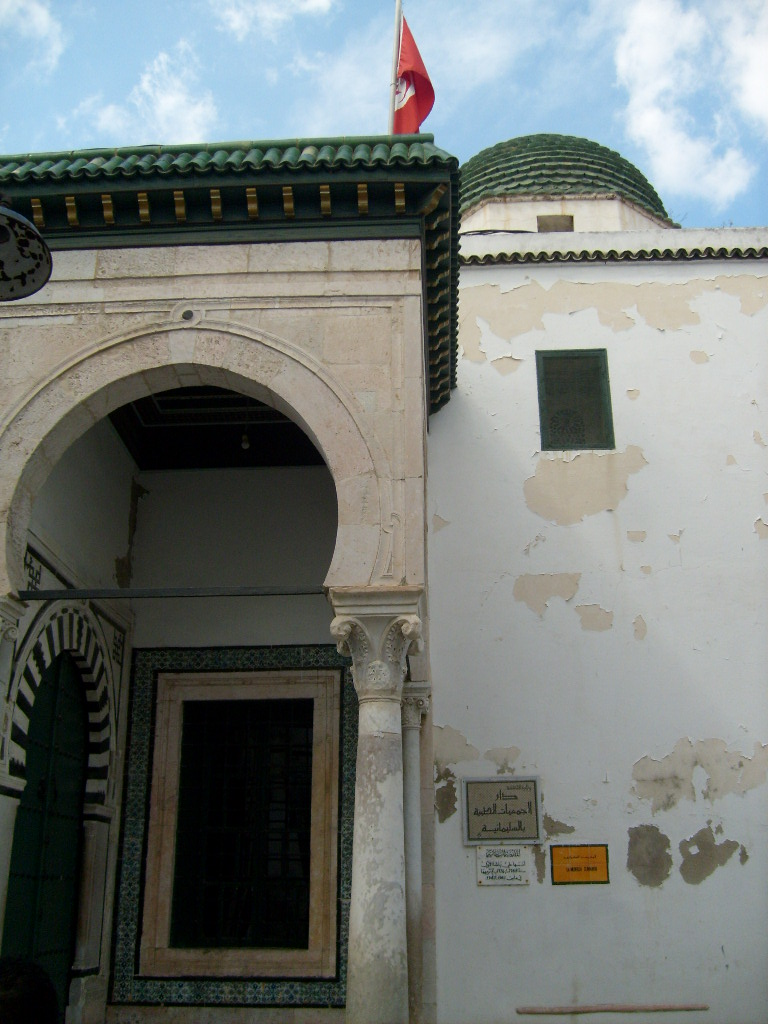
Porche de la médersa Slimania.

La médersa Slimania se distingue par un porche d'angle monumental surélevé par rapport au niveau de la rue. Des colonnes à chapiteaux ottomans supportent un bel arc de pierre (calcaire kadhal et harch) que couronne une corniche en tuiles vertes. Ce porche ouvre sur le vestibule d'entrée qui est richement revêtue de faïences à décor floral d'inspiration ottomane et de banquettes de pierre. Le vestibule est coiffé d'une coupole sur trompes à calotte semi-sphérique ornée d'un décor en stuc qui comporte des étoiles à huit branches.
L'intérieur présente un plan classique. La cour pavée de pierre calcaire est entourée d'une galerie desservant les cellules d'étude et la salle de prière (masjid). La galerie présente des colonnes à chapiteaux ottomans (volutes) supportant des arcs en plein cintre outrepassés à claveaux noirs et blancs que protège une corniche en corbeaux de bois. La salle de prière, divisée en trois nefs de trois travées, se distingue par son mihrab en marbres de couleur.
À l'avant du mihrab, s'élève une coupole sur trompes dont le tambour extérieur est octogonal ; la calotte de la coupole est revêtue sur l'extérieur de fines tuiles vertes. Les murs de la salle de prière sont recouverts de panneaux de faïence de fabrication locale (XVIIIe siècle) que soulignent un bandeau de stuc ajouré et peint déployant la Basmala ainsi que les 99 noms d'Allah.
La médersa Slimania présente le plan classique des médersas ifriqiyennes mais, comme la plupart des médersas tunisoises élevées à partir du XVIIe siècle, elle est marquée par l'influence ottomane qui se traduit au niveau du décor par l'usage de motifs géométriques et floraux en forme d'étoiles, de cyprès, etc.
Restaurée en 1982, la médersa Slimania abrite aujourd'hui diverses associations médicales, notamment de médecine traditionnelle. Dans les années 1990, le bâtiment subit une surélévation des espaces sur cour modifiant sensiblement la modénature de l'édifice.

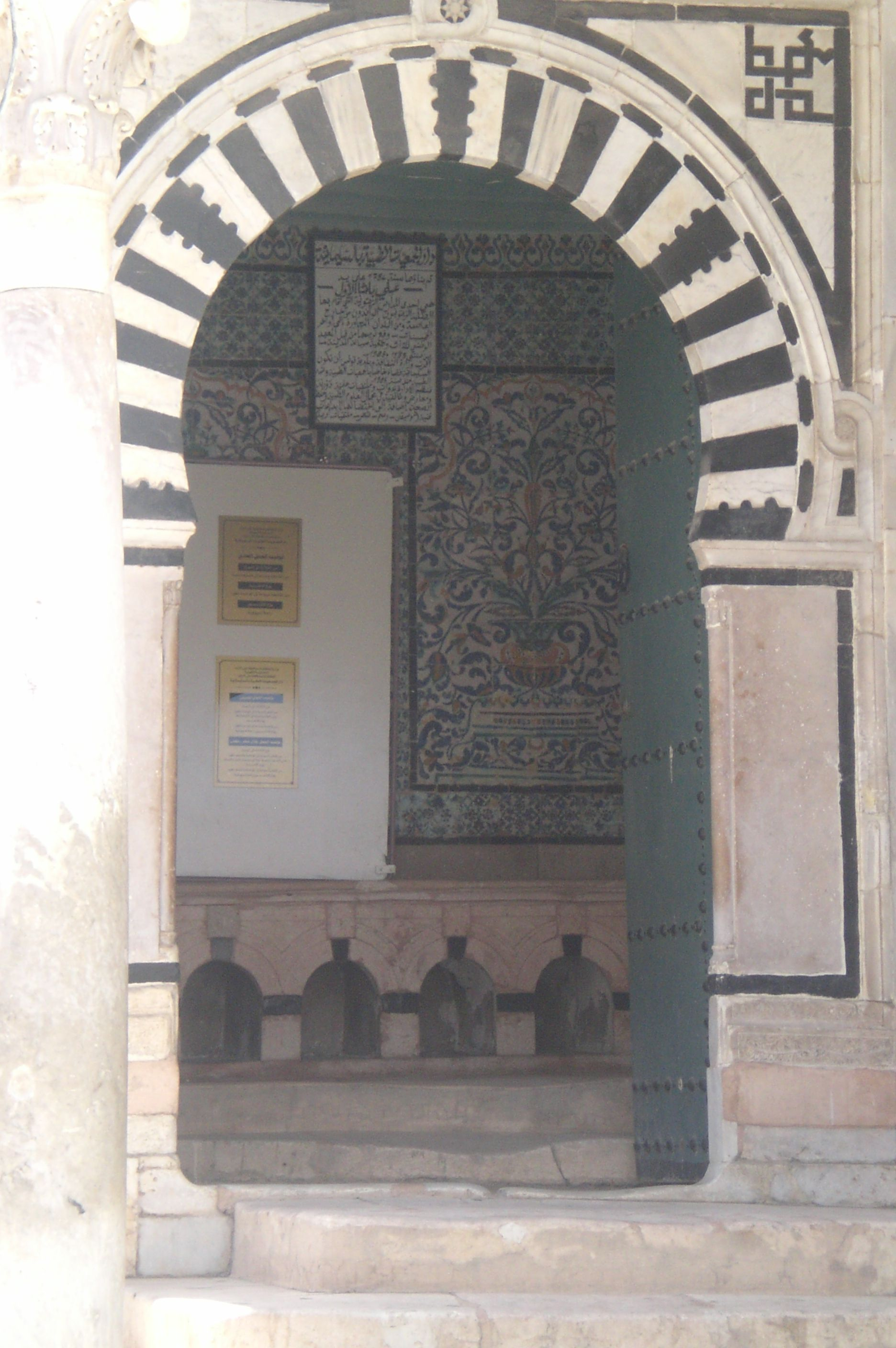
Porte d'entrée de la médersa.
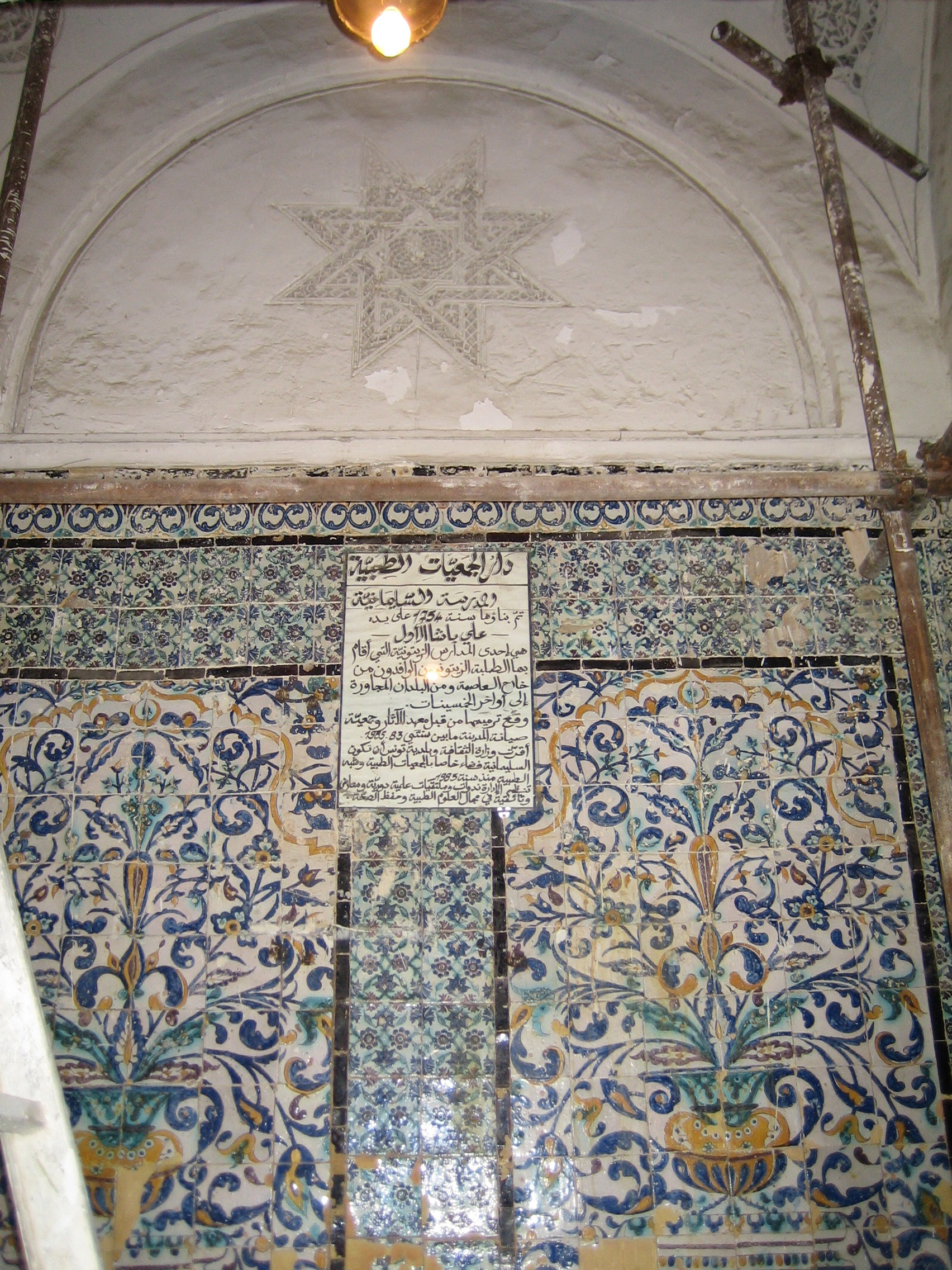
Faïences ornant le vestibule de la médersa.
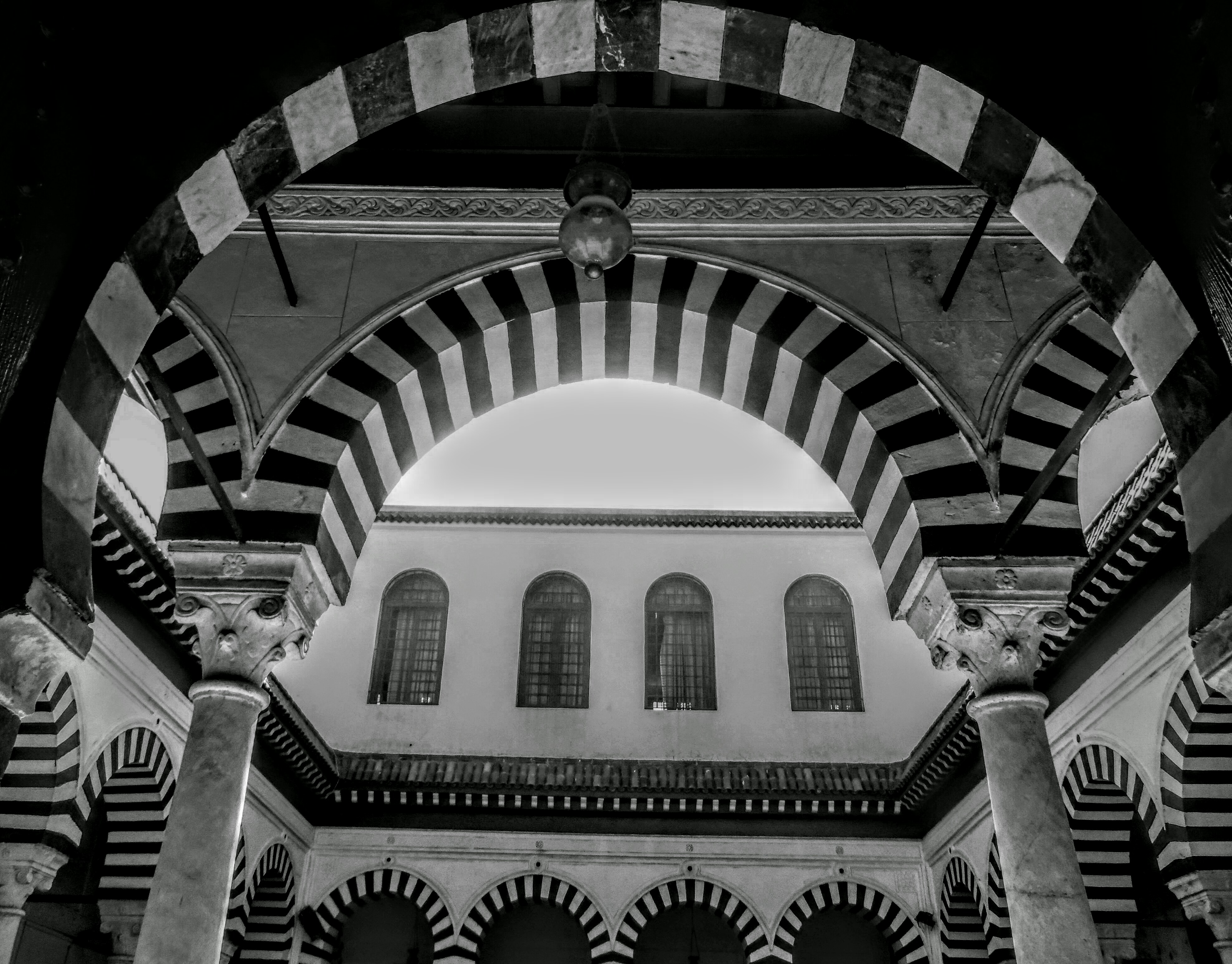
Arcs à claveaux noir et blanc des portiques.
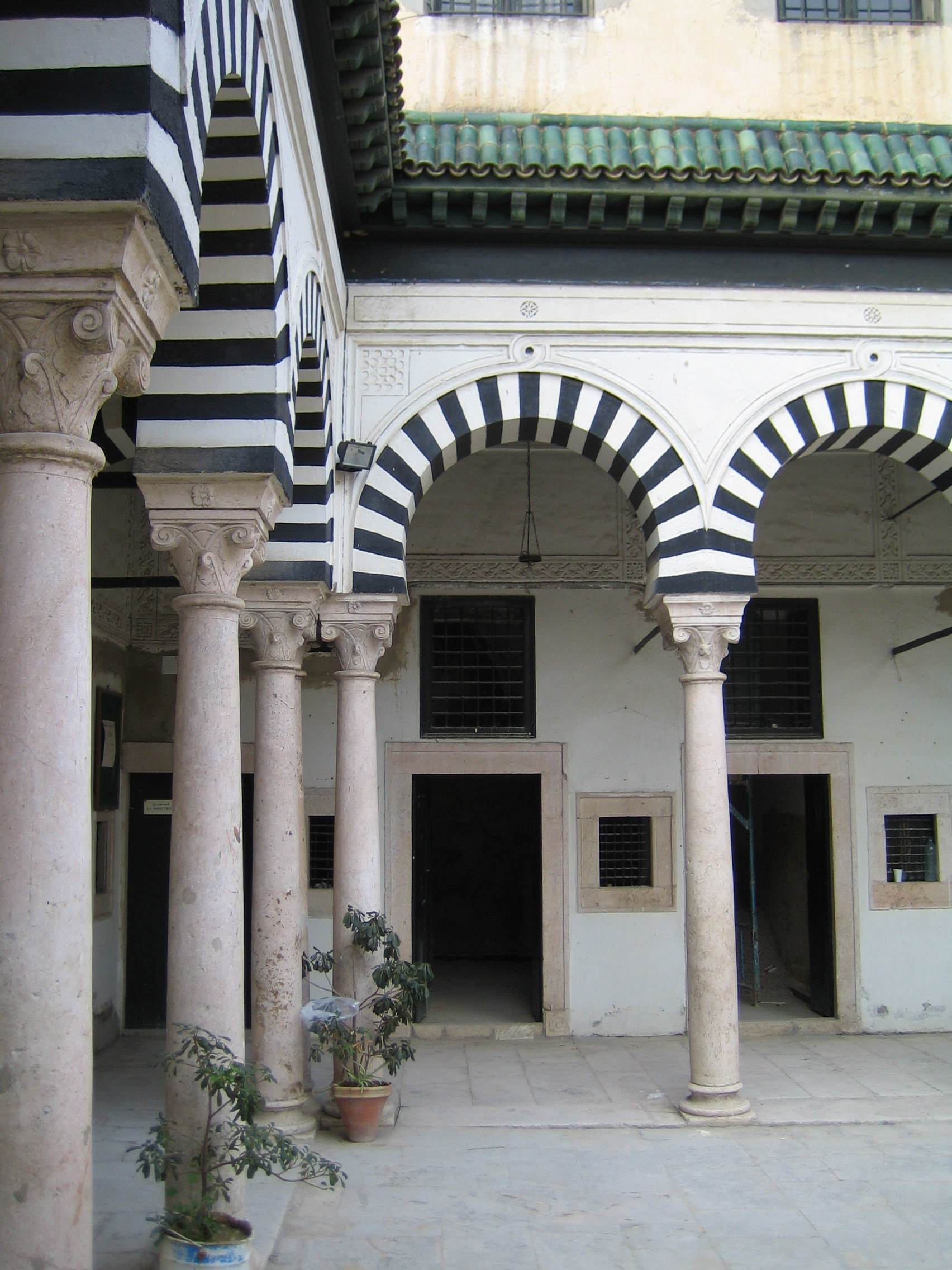
Arcs et colonnes de la cour.

## Témoignage
Charles Lallemand, qui visite la Tunisie à la fin du XIXe siècle, livre un témoignage sur cette médersa : 

« Située dans l'axe de la rue des Cinq-Doigts, la médersa es-Slimaniya, où logent des étudiants qui suivent les cours à la Mosquée [Zitouna], a aussi une entrée dans la rue des Libraires. Cette entrée est d'une rare élégance. Elle est habillée d'un porche charmant, couronné par une corniche qui est toute spéciale à Tunis. Cette corniche en bois peint en rouge, ou en rouge et bleu, est formée de petits corbeaux qui affectent parfois la forme d'un avant de navire. Elle supporte des tuiles vertes avec lesquelles elle forme un ensemble harmonieux, un des plus gracieux spécimens de l'architecture tunisienne. »